# Славолюб Едуард Пенкала
Славолюб Едуард Пенкала (хорв. Slavoljub Eduard Penkala; 20 квітня 1871 — 5 лютого 1922) — хорватський винахідник та інженер голландсько-польсько-єврейського походження.

## Біографія
Едуард Пенкала народився 1871 року у Ліптовському Мікулаші, Угорське королівство, Австро-Угорщина. Його батьками були Францішек Пекала, який був польського походження, та Марія Ганнель, яка була голландського походження. Вчився у Віденському університеті та Дрезденському технічному університеті. Останній закінчив у 1898 році з метою отримати науковий ступінь з органічної хімії.
Пізніше разом із сім'єю переїхав до Загреба, який на той час був частиною Королівства Хорватії та Славонії Австро-Угорщини. Щоб підкреслити свою повагу до нової батьківщини взяв собі ім'я Славолюб, ставши натуралізованим хорватом.
Пенкала став відомим завдяки розробці механічного олівця у 1906 році, пізніше названого автоматичним олівцем. 1907 року винайшов першу перову ручку. Співпрацюючи з підприємцем Едмундом Мостером заснував компанію Penkala-Moster Company та побудував одну з найбільших на той час у світі фабрик з виробництва олівців та ручок. Ця компанія існує до сих пір, але вже під назвою TOZ Penkala.
Він також є конструктором першого хорватського літака Penkala 1910 Biplane, який пролетів країною під керуванням першого пілота країни Драгутіна Новака.
Пенкала є автором більше 80 патентів. Серед найвідоміших його запатентованих винаходів є:
- гумова грілка
- один з різновидів миючого засобу
- гальмо для вагонів
- анодовий акумулятор

Він також заснував ще одну компанію під назвою Elevator Chemical Manufacturing Company, яка займалась виробництвом хімтоварів, таких як: миючі засоби, сургуч та «Radium Vinovica» — препарат для лікування ревматизму.
Пенкала помер у Загребі у віці п'ятдесяти років від запалення легень. Похований на Мірогойському кладовищі.